# Gabrius piliger
Gabrius piliger – gatunek chrząszcza z rodziny kusakowatych i podrodziny kusaków.

## Taksonomia
Gatunek ten opisany został po raz pierwszy w 1876 roku przez Étienne Mulsanta i Claudiusa Reya. Jako lokalizację typową wskazano Corte na Korsyce.

## Morfologia
Chrząszcz o wydłużonym ciele długości od 4 do 4,6 mm. Ubarwienie ma głównie czarne z żółtobrunatnymi nasadami członów czułków drugiego i trzeciego, brunatnoczarnymi pozostałymi częściami czułków i pokrywami oraz brunatnymi odnóżami z wyjątkiem zaczernionych goleni. Krępej budowy głowa ma wyraźnie zaznaczone kąty tylne. Czoło zaopatrzone jest w poprzeczny szereg czterech punktów, z których dwa środkowe wysunięte są ku przodowi w sposób niewyraźny. Skronie są od półtora do 1,7 raza dłuższe od oczu. Przedostatni człon czułków ma szerokość wyraźnie większą od długości. Przedplecze jest trochę dłuższe niż szerokie, nie jest wyraźnie ku przodowi zwężone i ma rzędy grzbietowe zawierające sześć punktów. Pokrywy mierzone wzdłuż szwu są tak długie jak przedplecze.

## Ekologia i występowanie
Owad ten rozsiedlony jest od nizin po góry, od obszarów otwartych po zalesione. Bytuje w stosunkowo świeżych odchodach koni, bydła, a rzadziej gołębi, pod padliną, na wysuszonych kościach, w rozkładających się grzybach naziemnych i nadrzewnych oraz pod gnijącymi szczątkami roślin.
Owad palearktyczny, w Europie znany m.in. z Wielkiej Brytanii, Francji, Belgii, Holandii, Luksemburga, Niemiec, Szwajcarii, Austrii, Włoch, Danii, Szwecji, Norwegii, Polski, Czech, Słowacji i europejskiej części Rosji. Poza Europą występuje na południowej Syberii, Kaukazie i w Turcji. W Polsce znany jest z pojedynczego stanowiska na Wyżynie Miechowskiej.